# Ulrich Kons
Ulrich Kons (født 3. februar 1955 i Greifswald) er en tysk tidligere roer, olympisk guldvinder og dobbelt verdensmester.

## Karriere

### Roning
Kons roede i flere forskellige bådtyper i sin karriere. Sit første store internationale resultat opnåede han i toer med styrmand, hvor han i 1973 var med til at blive juniorverdensmester for DDR. Nogle år senere kom han med i den østtyske otter og var med til at blive seniorverdensmeter i 1977.
Han var igen med i otteren, hvor han roede sammen med Bernd Krauß, Hans-Peter Koppe, Jens Doberschütz, Jörg Friedrich, Ulrich Karnatz, Uwe Dühring, Bernd Höing og styrmand Klaus-Dieter Ludwig, ved OL 1980 i Moskva. Efter at have vundet deres indledende heat sikrede de sig guldet næsten tre sekunder foran Storbritannien på andenpladsen, mens Sovjetunionen fulgte efter på bronzepladsen.
Kons var fortsat med, da DDR efter en lang årrækkes dominering i otteren i 1981 måtte nøjes med en fjerdeplads ved VM. I 1982 var Kons skiftet til firer med styrmand og dette år med til at blive verdensmester i denne bådtype.

### Videre karriere
Kons er uddannet idrætslærer og rotræner. Han var efter sin aktive karriere ansat i sidstnævnte funktion i sin hjemklub ASK Vorwärts Rostock frem til den tyske genforening. Herefter arbejdede han først som sælger for et medicinalfirma, og senere blev han regional rotræner i Mecklenburg-Vorpommern.

## OL-medaljer
- 1980:  Guld i otter